# St. Josef (Löderburg)

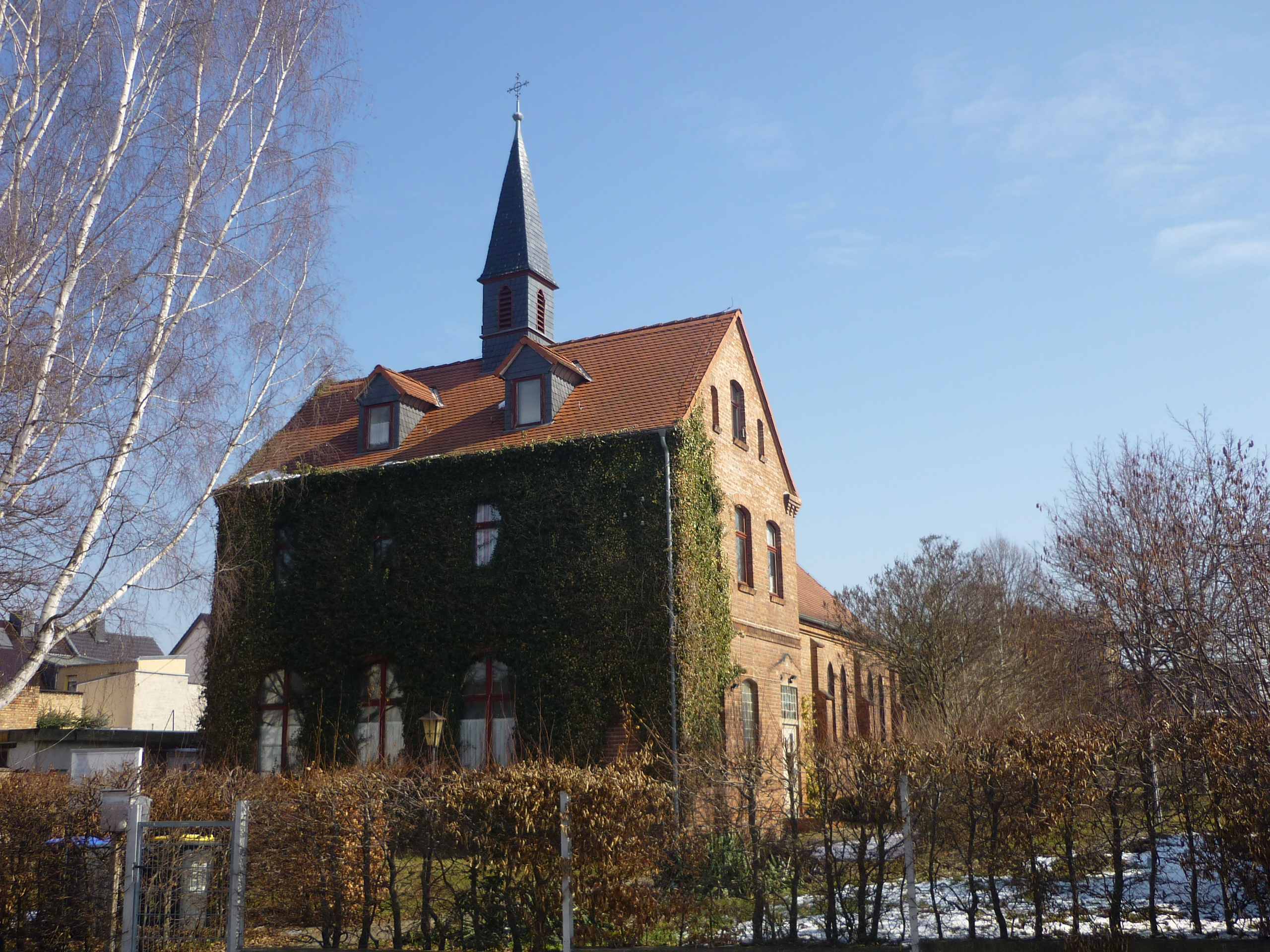
Ehemalige St.-Josef-Kirche (2013)

Die Kirche Sankt Josef war die katholische Kirche in Löderburg, einem Stadtteil von Staßfurt im Salzlandkreis in Sachsen-Anhalt. Sie gehörte zuletzt zur Pfarrgemeinde „St. Marien“ mit Sitz in Staßfurt, im Dekanat Egeln des Bistums Magdeburg. Das nach dem heiligen Josef von Nazaret benannte Kirchengebäude befindet sich auf dem Grundstück Gänsefurther Straße 14b und ist im Denkmalverzeichnis des Landes Sachsen-Anhalt unter der Erfassungsnummer 094 90152 als Baudenkmal aufgeführt.

## Geschichte
In der zweiten Hälfte des 19. Jahrhunderts stieg, ausgelöst durch den Arbeitskräftebedarf im Bergbau und in der Landwirtschaft im Raum Staßfurt, die Einwohnerzahl von Löderburg erheblich an. Auch katholische Arbeiter und ihre Familien ließen sich in dem seit der Einführung der Reformation im 16. Jahrhundert evangelisch-lutherischen Löderburg nieder. 1868 wurde im nahegelegenen Staßfurt eine Missionspfarrei errichtet, zu der zunächst auch Löderburg gehörte. Staßfurt und Löderburg gehörten damals zum Bistum Paderborn.
Unter Pfarrer Heinrich Knoche erwarb die Pfarrei Staßfurt 1899 ein Baugrundstück in Löderburg. Am 8. März 1902 begann der Bau eines Missionshauses mit angeschlossener Kirche, die am 28. September 1902 durch Franz Schauerte, Bischöflicher Kommissar in Magdeburg, ihre Benediktion erhielt. Das Gotteshaus wurde nach dem heiligen Josef, dem Schutzpatron der Arbeiter, benannt.
Nach dem Zweiten Weltkrieg stieg die Zahl der Katholiken in Löderburg im Zuge der Flucht und Vertreibung Deutscher aus Mittel- und Osteuropa 1945–1950 weiter an. Die meiste Zeit war die Kirche eine Gottesdienststation der Pfarrei Staßfurt. Nur von der Errichtung der Kuratie Löderburg am 1. August 1970 an bis 1981 verfügte die Kirche über einen ortsansässigen Priester.
Am 24. Juni 1970 erfolgte die Ernennung von Herbert Kabath, bisher Vikar an der St.-Barbara-Kirche in Helbra, zum Vikar von Staßfurt mit Sitz in Löderburg. Unter seiner Leitung als Kuratus von Löderburg erfolgte eine Renovierung der Kirche. Sein Seelsorgebereich umfasste den Nordwesten der Pfarrei Staßfurt, den Südosten der Pfarrei Wolmirsleben, sowie die Ortschaften der Kuratie Unseburg, die seit 1969 vakant war. Von 1970 an wurden in Löderburg auch Kirchenbücher geführt. Am 1. November 1972 wechselte Kabath an die St.-Antonius-von-Padua-Kirche nach Dähre, ihm folgte Edmund Stehr aus Quedlinburg nach Löderburg. Ex caritate wurde von 1973 an auch die Herz-Jesu-Kirche in Atzendorf vom Löderburger Geistlichen mitbetreut. Nachfolger von Stehr, der Ende 1977 nach Halle (Saale) wechselte, war bis 1981 Walter Richter.
Am 2. Mai 2010 wurde die Pfarrei „St. Marien Staßfurt-Egeln“ errichtet, zu der auch die Kirche in Löderburg gehörte.
Da gegen Ende des 20. Jahrhunderts die Zahl der Katholiken in Löderburg wieder stark abgesunken war, wurde die Kirche im Jahre 2011 geschlossen. Zu diesem Zeitpunkt wohnten in Löderburg nur noch rund 70 Katholiken. Am 27. November 2011 fand die letzte Heilige Messe statt, und die Kirche wurde profaniert. 2012 wurden Kirche und Pfarrhaus versteigert. Heute ist die Kirche „Unbefleckte Empfängnis“ im knapp vier Kilometer entfernten Staßfurt die nächstgelegene katholische Kirche.

## Architektur und Ausstattung

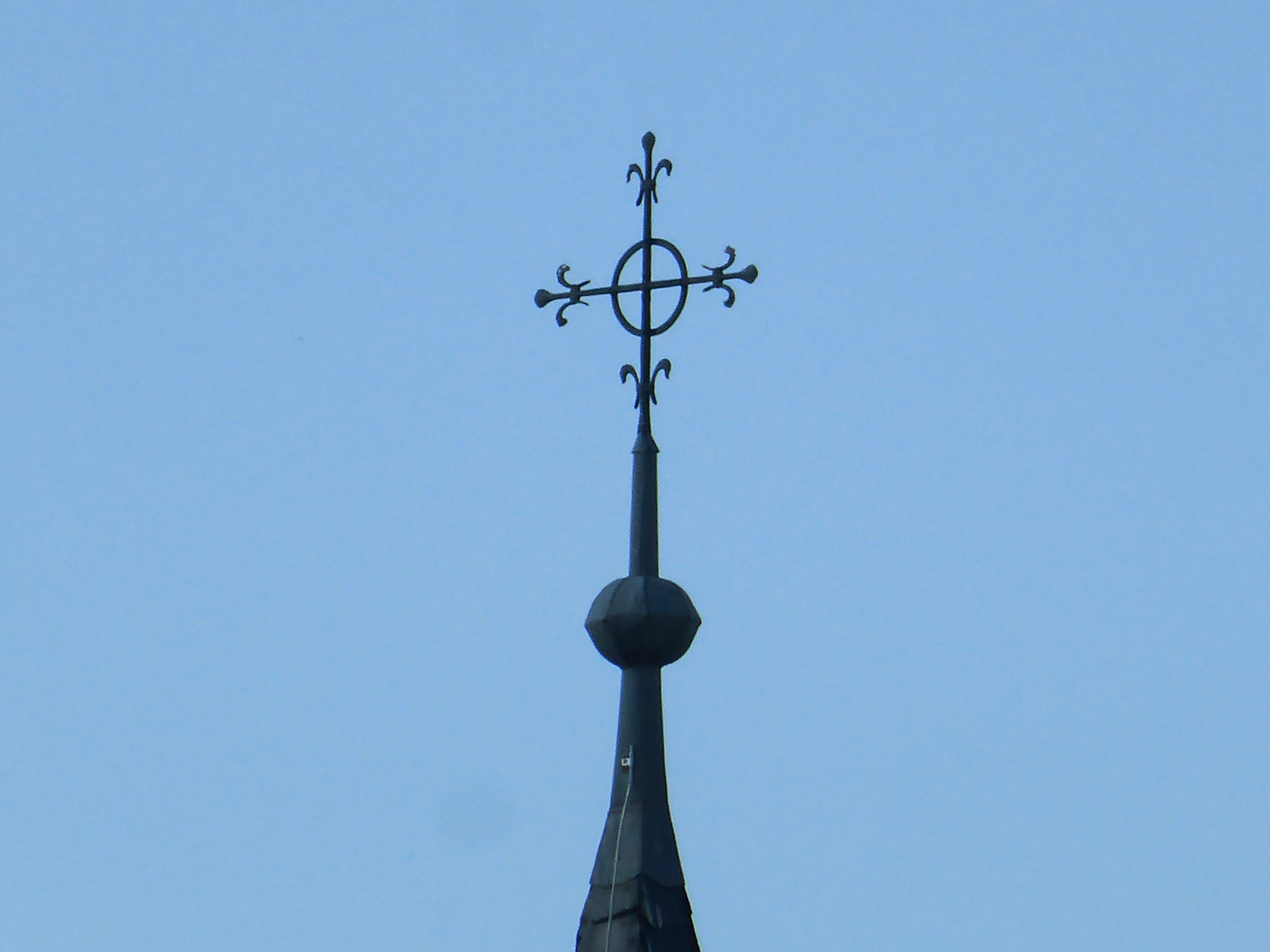
Turmkreuz

Der Gebäudekomplex entstand nach Plänen von Arnold Güldenpfennig und besteht aus dem an der Straße befindlichen ehemaligen Pfarrhaus, das von einem Dachreiter gekrönt wird, und dem an der Ostseite angebauten geosteten Kirchenschiff.
Nach diesem Bauprinzip wurden unter anderem auch die Kirchen Herz Jesu (Atzendorf), St. Norbert (Calbe), Herz Jesu (Eilsleben), Herz Jesu (Gerbstedt), Herz Jesu (Hecklingen), St. Marien (Loburg), Heilig Kreuz (Sandersleben), St. Franziskus Xaverius (Unseburg), St. Paulus (Unterlüß) und Maria Hilfe der Christen (Wietze) erbaut. Auch die Kirchen St. Elisabeth (Alsleben) und Herz Jesu (Osternienburg) entstanden in ähnlicher Form.